# 비트 더 데블
비트 더 데블(Beat The Devil)은 이탈리아에서 제작된 존 휴스턴 감독의 1953년 모험, 코미디, 드라마, 범죄, 멜로/로맨스 영화이다. 험프리 보가트 등이 주연으로 출연하였고 존 휴스턴 등이 제작에 참여하였다.

## 출연

### 주연
- 험프리 보가트
- 제니퍼 존스

### 조연
- 지나 롤로브리지다
- 로버트 몰리
- 피터 로어
- 에드워드 언더다운
- 아이버 바나드
- 마르코 툴리
- 버나드 리
- 사로 어지
- 알도 실바니
- 후안 드 란다

## 제작진
- 원작자: 클라우드 콕번
- 협력프로듀서: 잭 클레이튼